# Vol. 1 (Church of Misery)
Vol.1 è il  terzo album in studio del gruppo musicale doom metal giapponese Church of Misery, pubblicato nel 2009. a differenza degli altri, questo album non contiene biografie di serial killer.

## Tracce
1. Cloud Bad – 5:51
2. Nutz – 5:23
3. Kingdom Scum – 4:27
4. Frog's Funeral – 8:34
5. Celebrate Pigs – 5:17
6. Chilli Grave – 7:21
7. Race With the Devil – 7:23